# Quý Quân, Yên Sơn
Quý Quân là một xã thuộc huyện Yên Sơn, tỉnh Tuyên Quang, Việt Nam.
Xã có diện tích 33,93 km², dân số năm 1999 là 1863 người, mật độ dân số đạt 55 người/km².